# Harrisia adscendens
Harrisia adscendens är en kaktusväxtart som först beskrevs av Robert Louis August Maximilian Gürke, och fick sitt nu gällande namn av Nathaniel Lord Britton och Joseph Nelson Rose. Harrisia adscendens ingår i släktet Harrisia och familjen kaktusväxter. Inga underarter finns listade i Catalogue of Life.